# Antiguo almacén para D. Joaquín Ripoll
El antiguo almacén para Don Joaquín Ripoll es un almacén modernista del siglo XX construido en el distrito Centro de Madrid, en el número 3 de la calle de Fernando VI. Albergó la fábrica de cerveza Cruz Blanca, el Pub Santa Bárbara y el pub «chill out» Malevo. Tras casi una década en desuso, entre 2015 y 2018 fue reconvertido en viviendas, aumentándose su número de plantas de dos a cinco.

## Historia

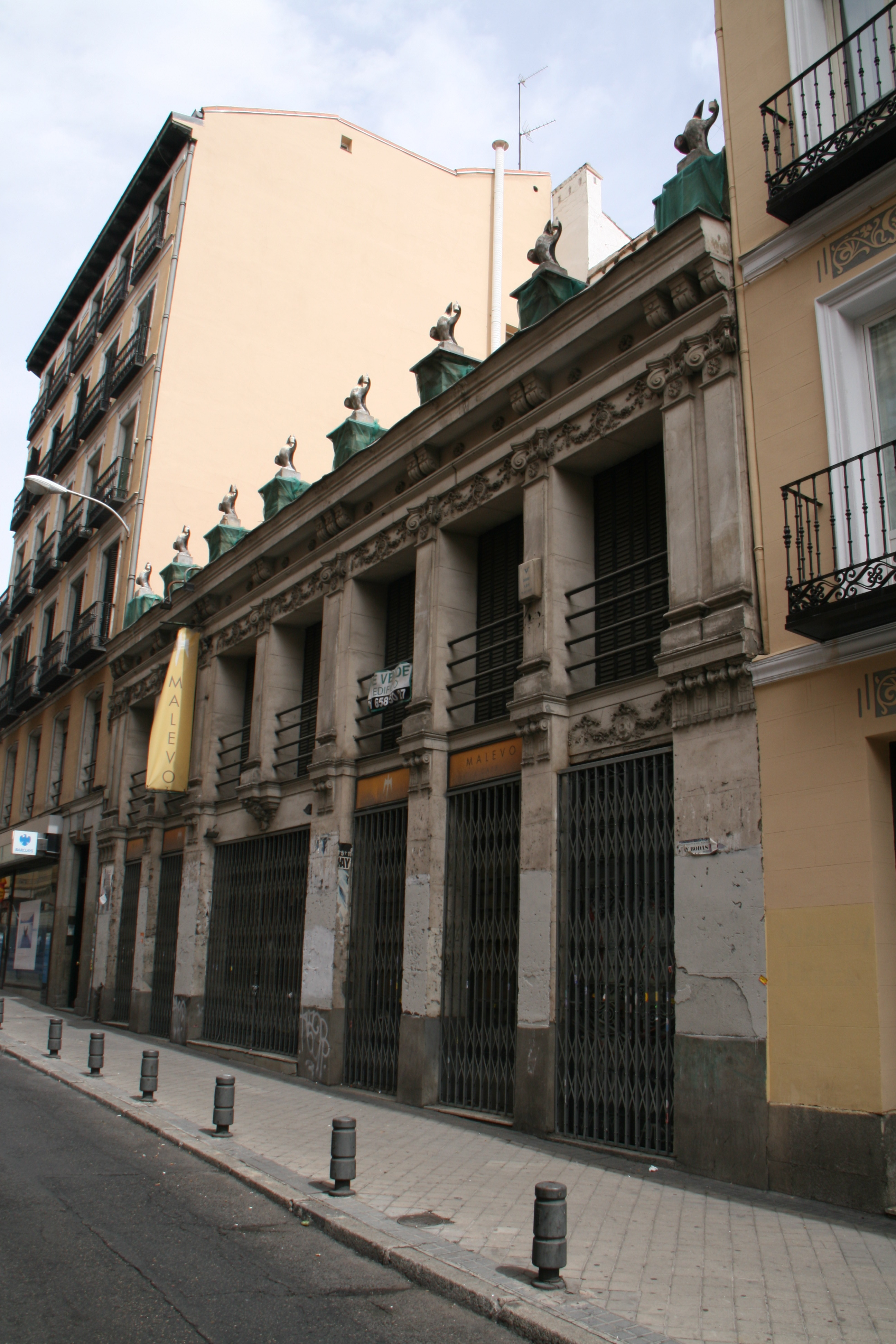
Aspecto anterior del inmueble (agosto de 2012).

En 1910 se encuentran vestigios de la Primitiva Casa Ripoll que, desde su local en la calle Areneros 20, vendía «en baños de todas clases y apuraciones, sorbeteras americanas, filtros, cafeteras, "thermos", jaulas, cubiertos, cuchillería y artículos de fantasía en alpaca y níquel. Gran surtido en batería de cocina, en sus diferentes clases y aplicaciones». Posteriormente pasa a denominarse simplemente Casa Ripoll. En 1921 adquiere mediante subasta el solar del número 3 de la calle Fernando VI. Anteriormente existían unos cobertizos que el propietario, Joaquín Ripoll, decidió sustituir. Así, encarga a Francisco Reynals (autor de otros proyectos como el Cine Bogart) la construcción de una tienda y almacén de muebles, dejando el negocio de menaje de hogar. En 1929, aparecen vestigios en ABC, anunciándose como «Muebles Nemesio», que evidencian nuevos intentos de explotarlo comercialmente para la venta de muebles.
En la década de 1940 se instala la fábrica de Cervezas de Santander, y es en ese entonces cuando se corona el inmueble con los ocho pingüinos y sus respectivos barriles con la bandera suiza, que conformaban el logotipo de la marca «Cruz Blanca». Con el cierre de la fábrica en 1969 se convierte en Pub Santa Bárbara. Era conocido por crear un ambiente propicio para la tertulia y la conspiración en la Transición española. Según los camareros del bar, «en el pub se reunían los abogados laboralistas para consolarse, darse ánimos e intercambiar informaciones sobre su arduo e ingrato oficio frente a los magistrados franquistas. También directores y actores del cine y del teatro para brindar por sus volátiles proyectos y quejarse de los azotes de la censura. Además, se reunían sindicalistas y estudiantes, feministas y agentes de paisano de la Brigada Político Social con la oreja puesta en las tertulias.»
En 1977 el local, junto con la Librería Machado aledaña, fue apedreado. En el año 2002 la cervecería Santa Bárbara, que había cerrado tres años antes, se convirtió en el pub chill out Malevo, que respetó la decoración y la gran barra. Tras cuatro años de funcionamiento, cerró y el inmueble pasó doce años de abandono que deterioraron su fachada. 
En noviembre de 2015, una empresa de inversión consiguió una licencia para remodelar el inmueble, reformando las dos plantas originales y levantando tres plantas más y un ático. La fachada deberá conservarse por contar con la máxima protección. En enero de 2016 los vecinos del barrio solicitaron a la alcaldesa Manuela Carmena la conservación del inmueble. Desde 2015 hasta 2018, diversos inmuebles de la calle Fernando VI, están siendo objeto de reformas y remodelaciones para el mercado de vivienda de lujo. Las obras del inmueble concluyeron en 2018.

## Descripción

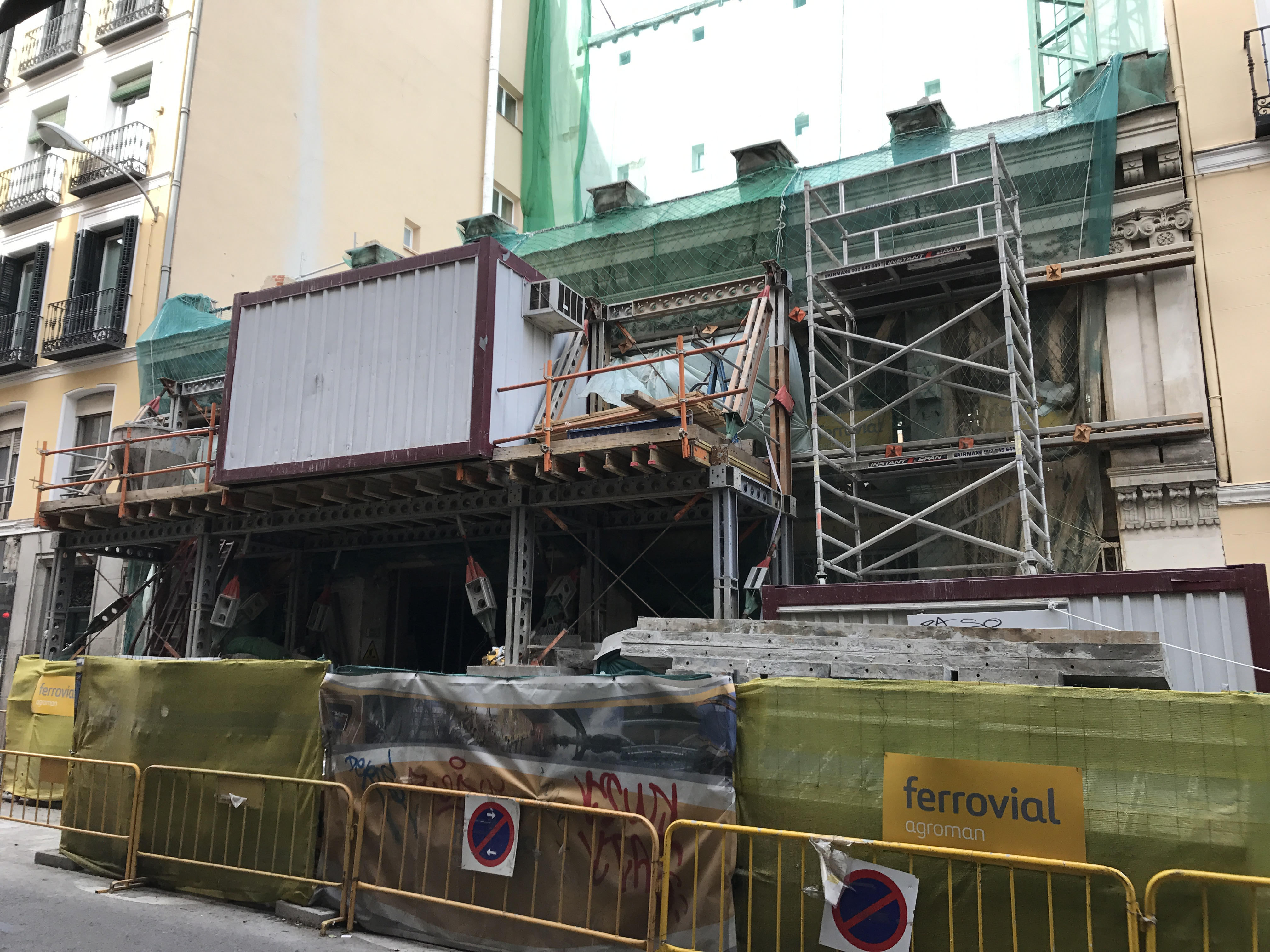
Durante las obras.

A pesar de los numerosos usos que ha tenido, el edificio apenas ha cambiado desde su concepción. Según la base de datos del Colegio Oficial de Arquitectos de Madrid, «la fachada repite el ritmo de los vanos del edificio colindante, pero la decoración es aquí mucho más sutil, con un friso de guirnaldas sobre los dinteles.» En 1935, Cervezas Santander incorporó un cartel vertical en la fachada que rezaba «Sta. Bárbara PUB». El Pub Malevo lo retiró y colocó uno similar. Si por algo destaca el edificio, es por su menor altura que sus convecinos, y por los ocho pingüinos que remataban la fachada, vinculados a la marca de cervezas Cruz Blanca. Tras su reconversión en viviendas, se han añadido tres alturas, contando con un total de cinco.